# Апарати місячних програм
Апара́ти мі́сячних програ́м — документальний мінісеріал, створений на каналі Science Channel, у форматі HD із шести епізодів про інженерні потуги при створенні різноманітних пристроїв для програми висадки людини на Місяць — Аполлон. Серіал охоплює всі стадії підготовки програми, від створення надпотужної ракети «Сатурн V», Командного модуля, місячного модуля, скафандрів до керуючого комп'ютера та місяцехода. Він був знятий командою, яка зняла «In the Shadow of the Moon», в співробітництві з НАСА до п'ятдесятої річниці космічного агентства 2008. Уперше вийшов у ефір у червні 2008 і був випущений на DVD 7 липня 2009.

## Огляд
Мінісеріал включає інтерв'ю з близько 70 з 400 000 інженерів, які, як повідомляється, працювали на програму «Аполлон» у 1960-х і початку 1970-х років. Ці інтерв'ю перемежовуються з архівними відео з різних кіноархівів НАСА, що зберігаються в Космічному центрі Джонсона в Х'юстоні, штат Техас, Науково-дослідному центрі Гленна в Клівленді і в Національному архіві у Вашингтоні.
Закадровий голос у серіалі читав Вільям Хоуп.

## Музика
Музичний супровід написав композитор Філіп Шепард.

## Епізоди

### Частина 1: Ракети «СатурнV»
Перший епізод із серії — про створення ракети «Сатурн V». Прем'єрний показ 07.07.2008.

### Частина 2: Командний модуль
Другий епізод зосереджений на будівництві Командного модуля «Аполлона» і невдачі «Аполлона-1». Прем'єрний показ 07.07.2008.

### Частина 3: Комп'ютер системи навігації
Третій епізод деталізує історію роботи Массачусетського технологічного інституту над Бортовим комп'ютером. Прем'єрний показ 08.07.2008.

### Частина 4: Місячний модуль
Четвертий епізод показує проєкт компанії Grumman з побудови першого космічного корабля для висадки на Місяці — Місячного модуля. Прем'єрний показ 09.07.2008.

### Частина 5: Скафандр
Передостанній епізод — про команду, яка створила скафандр для Аполлона. Прем'єрний показ 10.07.2008.

### Частина 6: Місяцехід
Завершальний епізод серії — прио створення, вдосконалення та «доставку» місячного автомобіля на Місяць під час польотів Аполлонів серії Джей. Прем'єрний показ 11.07.2008.

## Нагороди та номінації
Друга серія про Командний модуль здобула Grand REMI в  WorldFest-Houston International Film Festival 2009.